# Fedja van Huêt
Fedja van Huêt (Den Haag, 21 juni 1973) is een Nederlands film- en toneelacteur.

## Levensloop
Van Huêt, ook bekend als Fedja Nijholt, werd geboren in Den Haag. Zijn ouders scheidden toen hij nog jong was en hij trok met zijn moeder naar Tiel. Moeder werkte in Theater Agnietenhof (programmering jeugdtheater). Hij doorliep intussen het Lingecollege (1985-1992). Zijn grootmoeder had een balletschool, waarvoor zijn grootvader decors maakte; grootvader was van huis uit dominee, maar gaf ook voorstellingen in de Tielse kerk.
Na zijn studie aan de toneelschool in Maastricht (1992-1997) heeft hij in tientallen films en toneelstukken gespeeld. Op toneel speelde hij onder meer in toneelstukken van het Ro Theater en Theatergroep Hollandia (1997-2005). Sinds theaterseizoen 2005/2006 is hij vast verbonden aan Toneelgroep Amsterdam.
Hoewel hij de toneelschool heeft gevolgd, scheelde het niet veel of hij zou na de middelbare school het conservatorium gaan volgen. Hij drumde namelijk op (semi)professioneel niveau.
Sinds november 2016 speelde Van Huêt samen met zijn vrouw Karina Smulders in het tweede seizoen van de televisieserie Nieuwe buren, waar ze tevens een koppel in spelen. Smulders keerde alleen terug voor een derde seizoen.
Sinds 2018 speelt hij een hoofdrol in de Duitse televisieserie (ARD) Der Amsterdam-Krimi, die zich in Amsterdam afspeelt. Hij was in 2020 te zien in de film Groeten van Gerri van Frank Lammers.
Van Huêt is getrouwd met Karina Smulders. Zij hebben samen een dochter.

## Filmografie

### Film
- 1987 - Terug naar Oegstgeest* - Kleine Peter
- 1996 - Advocaat van de hanen - Agent
- 1997 - Karakter* - Jacob Willem Katadreuffe
- 1998 - Kort Rotterdams - Temper! Temper!
- 1998 - Sentimental Education - Robbert
- 1999 - De boekverfilming - Boris Schumann
- 1999 - The Delivery - Alfred
- 2000 - Wilde Mossels - Leen
- 2001 - AmnesiA - Tweeling Alex en Aram
- 2001 - De grot* - Egon Wagter
- 2002 - Bella Bettien - Paul
- 2002 - Claim
- 2003 - Pietje Bell 2: De jacht op de tsarenkroon - Fuik
- 2003 - Rosenstraße - Luis Marquez
- 2004 - De dominee - Advocaat van Klaas Donkers
- 2004 - De kus - Vic
- 2005 - Guernsey - Sebastiaan
- 2005 - Wereld van stilstand - Journalist
- 2006 - Nachtrit - Marco van der Horst
- 2007 - Nadine - Daniël
- 2007 - Wolfsbergen
- 2009 - Buddenbrooks* - Hermann Hagenström
- 2010 - Loft - Bart Fenniker
- 2012 - Nono, het zigzagkind* - Inspecteur Feierberg
- 2013 - Daglicht* - Ray
- 2013 - Soof - Kasper
- 2014 - Lucia de B. - Quirijn Herzberg
- 2014 - Pak van mijn hart - Niek
- 2015 - Bloed, zweet & tranen - Tim Griek
- 2015 - De Boskampi's - Marco sr.
- 2015 - J. Kessels - Frans Thomése
- 2016 - De held - Jacob
- 2016 - The Secret Life of Pets - Max (stem)
- 2016 - Soof 2 - Kasper
- 2016 - Sing - Buster Moon (stem)
- 2018 - All You Need Is Love - Maarten
- 2018 - De Grinch - Verteller (stem)
- 2019 - The Secret Life of Pets 2 - Max (stem)
- 2020 - Dolittle - Dr. Dolittle (stem)
- 2020 - Groeten van Gerri - Jos van Vlokhoven
- 2021 - Herrie in Huize Gerri - Jos van Vlokhoven
- 2021 - De veroordeling - Bas Haan
- 2021 - Sing 2 - Buster Moon (stem)
- 2022 - Speak No Evil - Patrick
- 2022 - Vader & zonen - Loet
- 2022 - Narcosis - John
- 2022 - Soof 3 - Kasper
- 2023 - Asterix & Obelix in het Middenrijk - Geintjemis (stem)
- 2024 - Invasie - Stan Bot
- 2025 - Fabula - Jos

* boekverfilming

### Televisiefilms en -series
- 1991 - Goede tijden, slechte tijden - Rogier Wilgen (2 afl.)
- 1991 - In voor- en tegenspoed - Krantenbezorger
- 1991 - Mission: Top Secret - Mario
- 1991 - Prettig geregeld - Leerling
- 1992 - Oppassen!!! - Jongen op de schaatsbaan (afl. Schaatsen)
- 1992 - Vrienden voor het leven - Jongen bij de bushalte (afl. Gelijke monniken)
- 1996 - 12 steden, 13 ongelukken
- 1996 - Baantjer - Praeses alias Henk (afl. De Cock en de moord uit angst)
- 1997 - Baantjer - Toine Hubar (afl. De Cock en de moord om de moord)
- 1998 - De wet op het kleinbedrijf
- 1999 - Zaanse nachten
- 2000 - Bitterzoet - Martin
- 2000 - Goede daden bij daglicht: Op weg - Sjors
- 2002 - Mevrouw de minister - Joris van den Berg
- 2004 - Zinloos - Tom Knegthuis
- 2006 - Stubbe - Von Fall zu Fall: Schwarze Tulpen - Hans Elsaesser
- 2007 - De prins en het meisje - Prins Johan Friso
- 2010-2012 - Penoza - Irwan de Rue
- 2011-2015 - Overspel - Willem Steenhouwer
- 2014-2016 - Divorce - Pieter Schaeffer
- 2014 - Smeris
- 2016 - De jacht[4]
- 2016 - Nieuwe buren - Lex Hartogh
- 2017 - De 12 van Oldenheim  - Victor Klinkspoor
- 2017-2018 - Soof: een nieuw begin - Kasper
- 2018-heden - Der Amsterdam-Krimi - Bram de Groot
- 2019 - Baantjer: het begin - Bob Donkers
- 2019 - Grenslanders - Harry Biegel
- 2020 - Hoogvliegers - Lucky
- 2020 - Vliegende Hollanders - Anthony Fokker
- 2022 - Het jaar van Fortuyn - Mat Herben
- 2024 - Maxton Hall: The world between us - Mortimer Beaufort
- 2025 - De F*ckulteit - Patrick Hartman
- 2025 - Bennie - Kars

## Prijzen en nominaties
- 1999 - Gouden Kalf nominatie voor The Delivery
- 2000 - Gouden Kalf nominatie voor Wilde Mossels
- 2001 - Gouden Kalf voor de beste acteur: (dubbele) hoofdrol in AmnesiA
- 2006 - Gouden Kalf voor de beste mannelijke bijrol in Nachtrit
- 2007 - Gouden Kalf (speciale juryprijs) voor De prins en het meisje
- 2013 - Mary Dresselhuys Prijs, nominatie voor de Louis d'Or voor de titelrol in Macbeth bij Toneelgroep Amsterdam
- 2020 - Prijs voor de beste acteur in de film De veroordeling op het Seattle Film Festival.
- 2021 - Gouden Kalf voor beste hoofdrol in een speelfilm voor zijn rol als Bas Haan in De veroordeling